# غريت هروود (باكينجهامشير)
غريت هروود (بالإنجليزية: Great Horwood)‏ هي أبرشية مدنية تقع في المملكة المتحدة في إنجلترا. يقدر عدد سكانها بـ 1,049 نسمة .

## أعلام
- شون موريس